# Kastellorizos flygplats
Kastellorizos flygplats är en flygplats i Grekland.   Den ligger i prefekturen Nomós Dodekanísou och regionen Sydegeiska öarna, i den östra delen av landet, 600 km öster om huvudstaden Aten. Kastellorizos flygplats ligger 143 meter över havet. Den ligger på ön Nísos Megísti.